# 李白里丸
李白里丸は加賀藩の鉄製蒸気スクリュー船。
慶応元年10月に長崎で購入された。原名は「Sir Harry Parkes」で、1862年にイギリスで建造された船であった。代価は11万2000ドル。
トン数543トン、長さ61.2m、幅9.0m、馬力110、備砲無し。
元治2年初めに加賀藩の蒸気船「発機丸」は機関の大故障を起こし、その修理も進まなかった。そのような状況でイギリス商人グラバーが代船購入を提案し、「発機丸」の代わりとして李白里丸は購入されたものと思われる。ただし、グラバーが提案した船と「李白里丸」は仕様が異なっている。購入を主導したのは「発機丸」の修理に関わっていた金谷与十郎で、彼は、現在の情勢（長州関係のことと思われる）を考えても、また前田家の体面上からも使用可能な軍艦が必要である主張していた。
北越戦争時「李白里丸」は輸送任務に従事したが、明治元年8月に越後国松ケ崎沖（阿賀野川河口付近）で暴風のため座礁し沈没した。